# Зона Панамского канала
Зо́на Пана́мского кана́ла (англ. Panama Canal Zone, исп. Zona del Canal de Panamá) — часть территории Панамы вокруг Панамского канала, площадью 1432 км², которая находилась под управлением США в 1903—1979 годах и под совместным управлением США и Панамы в 1979—1999 годах.
Территория Зоны простиралась на 5 миль (8,1 км) по каждую сторону от средней линии канала, но не включала города Панама и Колон. Административным центром был Бальбоа. Зона имела статус unincorporated U.S. territory (неинкорпорированная территория США). Во главе Зоны Панамского канала назначался губернатор.
Имелся зональный суд, и два судебных участка. Имелись округа Кристобаль и Бальбоа, каждый делился на военную и гражданскую части.

## История
Зона была создана 18 ноября 1903 года на основании договора Хэя — Бунау Варильи (Hay-Bunau Varilla Treaty).
Начавшаяся в 1964 году война во Вьетнаме (принявшая затяжной характер) стала причиной увеличения военных расходов США и передислокации войск США из других регионов мира в Индокитай. В 1971 году общая численность войск США в зоне Панамского канала составляла 3 тыс. человек. Летом 1972 года была расформирована 8-я группа специального назначения сухопутных войск, дислоцировавшаяся на военной базе Форт-Гулик в зоне Панамского канала (её задачи были возложены на 3-й батальон 7-й группы специального назначения).
Ликвидирована 1 октября 1979 года на основании договоров Торрихоса—Картера (Torrijos-Carter Treaties), подписанных 7 сентября 1977 года.
Части бывшей зоны Панамского канала передавались под Панамский суверенитет частями с 1979 по 1999 годы. В результате образовалось более чем сто анклавов Зоны Панамского канала, окруженных Панамской территорией. Участие США в управлении бывшей Зоной полностью прекратилось 31 декабря 1999 года.
Территориально зона охватывала части современных провинций Панама и Колон.

## Организации
На территории Зоны почти все торговые предприятия принадлежали компании Панамского канала.